# Seleção Norte-Irlandesa de Voleibol Feminino
A seleção de voleibol feminino da Irlanda do Norte é uma equipe europeia composta pelas melhores jogadoras de voleibol da Irlanda do Norte. A equipe é mantida pela Associação de Voleibol da Irlanda do Norte (Northern Ireland Volleyball Association). A equipe não consta no ranking mundial da FIVB segundo dados de 6 de outubro de 2015.